# My Show
My Show è un album in studio della cantante svedese Carola Häggkvist, pubblicato nel 2001.

## Tracce
1. My Show
2. The Light
3. I'm Coming Home
4. I Believe In Love
5. The Pearl
6. My Love
7. A Kiss Goodbye
8. Secret Love
9. You + Me
10. Wherever You Go
11. Faith, Hope & Love
12. If I Told You
13. Angel of Mercy
14. Someday